# Alan Clarke
Alan Clarke (Wallasey, 28 ottobre 1935 – Londra, 24 luglio 1990) è stato un regista britannico.
Ha lavorato principalmente in ambito televisivo, ma è considerato tra i più importanti registi inglesi, amato e ammirato da autori come Stephen Frears, Danny Boyle, Paul Greengrass, Harmony Korine e Gus Van Sant, il cui Elephant è un omaggio ad un film con lo stesso titolo, diretto da Alan Clarke.

## Biografia
Alan Clarke nasce a Wallasey, Cheshire, nel 1935. Emigra in Canada negli anni cinquanta per lavorare come minatore e successivamente conseguire gli studi in radio e televisione, presso il Ryerson Institute of Technology di Toronto. Tornato nel Regno Unito dopo la laurea, comincia a lavorare in teatro per curare la regia di alcune piece, tra cui il Macbeth, per il Questors Theatre ad Ealing. L'esperienza teatrale gli consente di fare apprendistato presso la ITV così da dirigere, tra il 1967 e il 1969, alcune piece teatrali per le serie televisive Half Hour Story, Company of Five, Saturday Night Theatre. Proprio la ITV lo decreta come miglior regista dell'anno nel 1967. Tra il 1970 e il 1981 contribuisce in modo regolare alla serie BBC intitolata Play For Today, realizzando film come Sovereign's Company da un testo di Don Shaw, The Hallelujah Handshake di Colin Welland, Penda’s Fen, dramma tratto da un testo di David Rudkin, To Encourage the Others, ispirato alla vicenda biografica di Derek Bentley, ingiustamente condannato a morte dalla giustizia britannica.
Molte delle opere di Clarke, contestano in modo aspro l'establishment britannico, come nel caso di Scum, film del 1977 ambientato in un carcere minorile, uno dei casi più celebri nella storia della censura inglese. Il film viene infatti realizzato per la serie BBC intitolata Play for today e successivamente bloccato per la durezza di alcune sequenze e per l'aperta critica contro il sistema carcerario britannico; sarà infatti trasmesso solamente nel 1991, un anno dopo la morte dello stesso Clarke. Per le stesse ragioni, Clarke realizza una versione cinematografica di Scum nel 1979 destinata solo alle sale, dove i toni più aspri e più crudeli del film originariamente realizzato per la televisione, vengono mitigati.
Nel 1982 dirige sempre per la televisione Made in Britain, con la sceneggiatura di David Leland e interpretato da Tim Roth qui al suo debutto. Lo stesso anno, dirige David Bowie nell'adattamento televisivo del brechtiano Baal. Clarke aveva pensato inizialmente a Steven Berkoff per il ruolo, ma è il suo collaboratore John Willet a consigliare l'ingaggio del musicista inglese.  Alan Clarke, insieme a registi come Mike Leigh, Stephen Frears, Roland Joffé, Michael Apted, e Richard Eyre, contribuisce a cambiare linguaggio e stile dei TV Drama inglesi con una maggiore attenzione per lo spazio della messa in scena rispetto al valore del testo. Attento alla vita degli ultimi e degli emarginati, affronta con spirito anarchico istituzioni come la Chiesa, il governo, la legge, la scuola, le carceri e persino le istituzioni sanitarie.
Tra il 1985 e il 1987 dirige il secondo e il terzo dei suoi film per il cinema, ovvero Billy the Kid and the Green Baize Vampire, musical stilizzato e sperimentale, debitore dell'opera di Bertolt Brecht, e Rita, Sue e Bob in più, storia licenziosa e proletaria di due ragazze della periferia dello Yorskshire sedotte da Bob, marito e padre esemplare. Nelle opere della seconda metà degli anni ottanta, Clarke sperimenta ancora con l'organizzazione dello spazio e la struttura della sequenza, impiegando la Steadicam per sabotare dall'interno la forma narrativa tradizionale. I film di questo periodo in cui fa uso insistito della Steadicam per mettere in relazione i personaggi con una suburbia oppressiva e senza alcuna via di fuga, sono Christine, del 1987, co-sceneggiato insieme ad Arthur Ellis e incentrato sull'ipnotica deambulazione quotidiana di un'adolescente tossicodipendente, Road, sempre dello stesso anno, scritto da Jim Cartwright, ambientato nelle zone più depresse e proletarie dell'Inghilterra settentrionale ed infine il breve Elephant, del 1989, 39 minuti prodotti da Danny Boyle che estremizzano gli aspetti sperimentali dei film precedenti, attraverso un'analisi violenta e astratta delle conseguenze legate ai troubles irlandesi. Il film è costituito da 18 scene che rappresentano esclusivamente esecuzioni e vendette, mediante arma da fuoco e ispirerà Gus Van Sant per la realizzazione dell'omonimo Elephant. L'ultima produzione di Alan Clark è The Firm, del 1989. Scritto da Hal Hunter e interpretato da Gary Oldman, è un'esplorazione antropologica del machismo all'interno della comunità hooligan, ma anche una disamina impietosa dell'Inghilterra Thatcheriana.
Alan Clarke è morto per un cancro il 24 luglio 1990, all'età di 54 anni.

## Influenza culturale
I film di Alan Clarke hanno influenzato intere generazioni di registi, attori e sceneggiatori, tra questi Paul Greengrass, che lo considera il suo maestro, Stephen Frears, che lo ha definito come "il migliore di noi" Tim Roth, che ha esordito proprio con Clarke nel film Made in Britain e che lo considera ancora uno dei registi più importanti con cui ha lavorato, Harmony Korine, che lo considera il suo regista preferito, Gus Van Sant, che per la realizzazione del suo Elephant, si è ispirato al film di Alan Clarke con lo stesso titolo, in particolare per le lunghe sequenze che pedinano i personaggi tra corridoi e spazi angusti. Il critico David Thomson, all'interno del The New Biographical Dictionary of Film edito dalla Alfred A. Knopf afferma che "niente hai mai colto le angustie dell'esistenza come le camminate dei personaggi filmati da Alan Clarke"

## Filmografia parziale

### Cinema
- Scum (1979)
- Billy the Kid and the Green Baize Vampire (1985)
- Rita, Sue e Bob in più (Rita, Sue and Bob Too!) (1987)

### Televisione
- Horace (1972)
- To Encourage the Others (1972)
- Diane (1975)
- Bukovsky (1977)
- Scum (1977)
- Psy-Warriors (1981)
- Baal (1982)
- Made in Britain (1982)
- Stars of the Roller State Disco (1984)
- Christine (1987)
- Road (1987)
- Elephant (1989)
- Ultimo stadio (The Firm) (1989)
- Scum (1991, messa in onda del TV Movie realizzato nel 1977)